# Tramwaje w Zaporożu

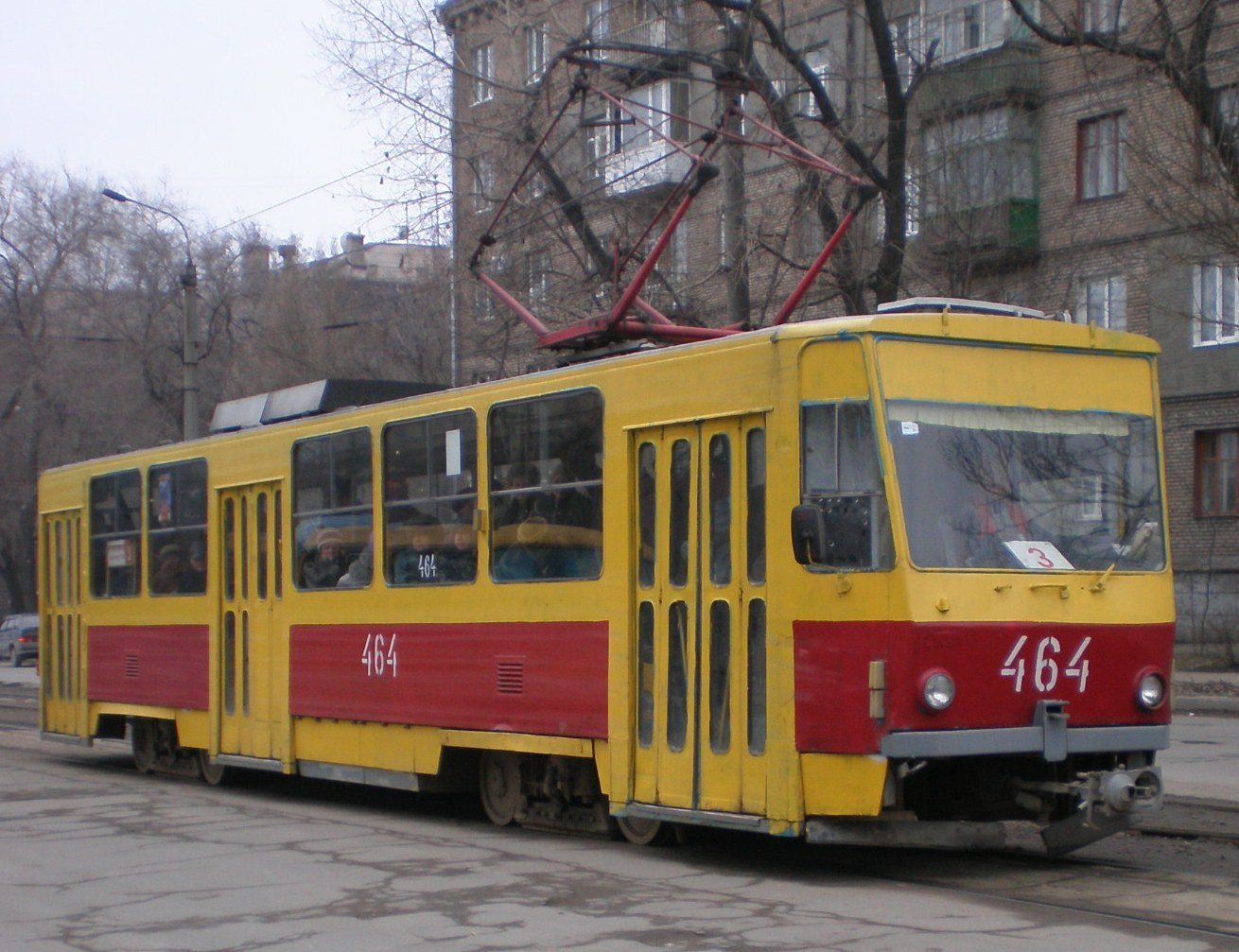
Tramwaj Tatra T3M-Jug (№ 464)

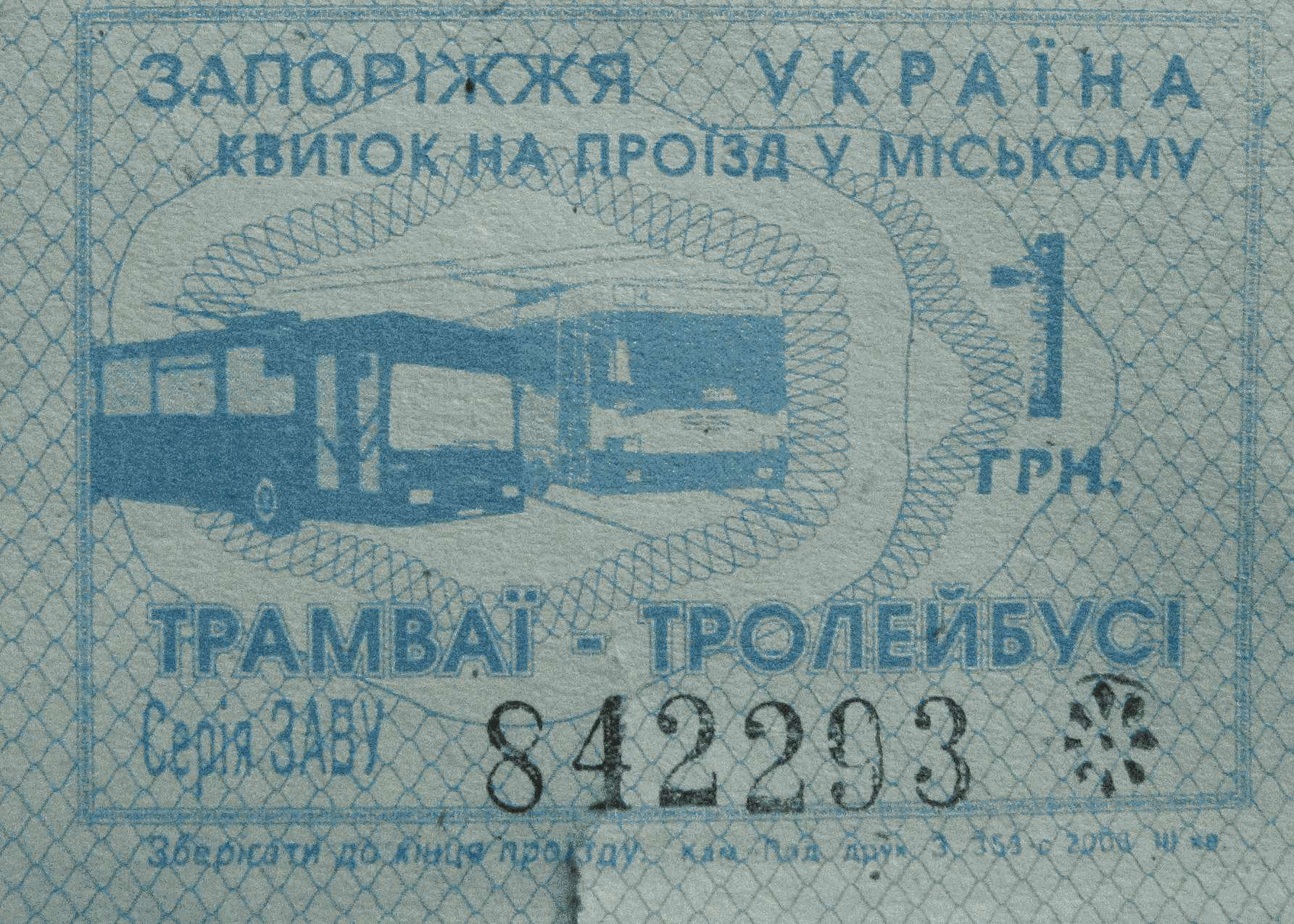
Bilet na tramwaj i trolejbus

Tramwaje w Zaporożu – system komunikacji tramwajowej działający w ukraińskim mieście Zaporoże.

## Historia
Budowę pierwszej linii tramwajowej o szerokości toru 1524 mm, łączącej dworzec kolejowy Zaporoże-1 z zaporą wodną na Dnieprze zakończono w 1932 r. i 17 lipca tego roku ruszyły pierwsze tramwaje. Przed wybuchem II wojny światowej w Zaporożu było już 5 linii tramwajowych:
- 1: Dworzec kolejowy Zaporoże-1 – DnieproHES
- 2: DnieproHES – strefa przemysłowa
- 3: Dworzec kolejowy Zaporoże-1 – strefa przemysłowa
- 4: po zaporze z jednego na drugi brzeg Dniepru
- 5: Dworzec kolejowy Zaporoże-1 – przystań

Wówczas wszystkie trasy były jednotorowe z mijankami, działała jedna zajezdnia. Po rozpoczęciu II wojny światowej z powodu zbliżających się do miasta wojsk niemieckich wysadzono zaporę na Dnieprze; w związku z tym przestała działać linia tramwajowa nr 4, która kursowała po zaporze. Po zakończeniu wojny przebudowano linie na dwutorowe. Jako pierwsze przebudowano trasy linii 1, 2 i 3. Wraz z rozwojem miasta rozbudowywano sieć tramwajową. Po wybudowaniu linii do dzielnicy Pawło-Kićkas i dzielnicy przemysłowej Zawodskij Rajon uruchomiono linie nr 6, 7 i 8. W 1963 r. w dzielnicy przemysłowej Zawodskij Rajon uruchomiono drugą zajezdnię tramwajową. W związku z kasacją wagonów przedwojennych problemem stała się obsługa linii nr 5, która nie miała pętli i nie można jej było wybudować; z tego powodu postanowiono przebudować jeden wagon MTW-82 o nr 128 na dwukierunkowy. Po przebudowie tego wagonu linię tę skrócono od dworca Zaporoże-1 do placu Swobody. Linię ostatecznie zamknięto w 1975, torów jednak nie rozebrano. W ciągu kolejnych lat wybudowano linie łączące wschodnie dzielnice miasta z centrum i uruchomiono linie o nr 10, 12, 14 i 15.
Po upadku ZSRR stan sieci znacznie się pogorszył. W 2004 r. zlikwidowano linie tramwajowe do portu im. Lenina i do Pałacu Sportu. Po likwidacji tej trasy linię tramwajową nr 1 skrócono do nowej pętli Cyrk i stała się linią szczytową, ponieważ pokrywała się z trasą linii nr 3. Zlikwidowano także linię nr 17, która kursowała do portu. W 2008 r. przeprowadzono remont pętli tramwajowej Zaporoże-1 i trasy tramwajowej na prospekcie Lenina.
Sukcesywnie spadała także liczba obsługiwanych linii: 15 (2003 r.), 12 (2005 r.), 10 (2015 r.), 8 (2017 r.), zrezygnowano także z użytkowania zajezdni nr 2, która jednak nie została rozebrana, a jedynie zamknięta.

## Linie
Stan z 27 grudnia 2019 r.
| Linia | Trasa                                    |
| ----- | ---------------------------------------- |
|       | Wokzał Zaporiżżia I ↔ Zaporiżżia-Liwe    |
|       | Zawod «Kremnijpolimer» ↔ Pawło-Kiczkas   |
|       | Majdan Woli ↔ Mjasokombinat              |
|       | Majdan Woli ↔ Zaporiżżia-Liwe            |
|       | Awtostrada ↔ Zaporiżcyrk                 |
|       | Majdan Woli ↔ Szewczenkiwśkyj mikrorajon |
|       | Wokzał Zaporiżżia I ↔ Pawło-Kiczkas      |

## Tabor

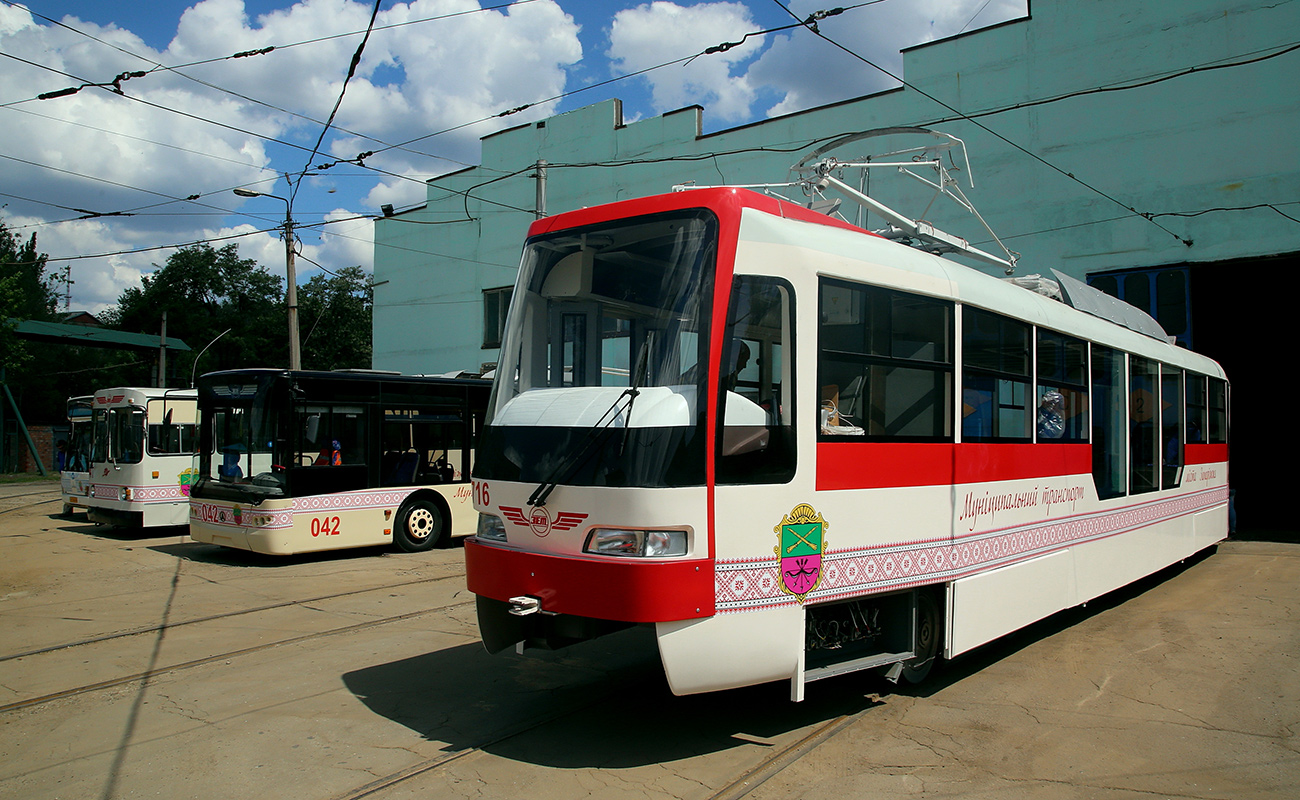
Tramwaj T3UA-3 o nr 716

W związku z bardzo dużą liczbą zniszczonych wagonów w 1945 otrzymano 10 tramwajów: 5 wagonów silnikowych typu H i 5 wagonów doczepnych typu M. Na przełomie lat 40. i 50. XX w. otrzymano tramwaje z Kijowa typu kijowskiego oraz z Moskwy typu F. Od 1953 dostarczane są przede wszystkim nowe tramwaje. Pierwszym typem nowych tramwajów były składy złożone z wagonów KTM/KTP-1. Kolejnym typem tramwajów eksploatowanych w Zaporożu były wagony MTW-82 produkowane w Rydze. W latach 1962–1965 kupiono nowe tramwaje typu KTM/KTP-2. W 1965 otrzymano jedyną partię wagonów RVZ-6, które pięć lat później przekazano do Charkowa. W wyniku ciągle rozbudowywanej sieci tramwajowej sprowadzono używane tramwaje KTM-1 z Kijowa. W 1966 na testy przybyły tramwaje Tatra T3 produkcji zakładów ČKD. Tramwaje te zyskały sympatię w Zaporożu i wstrzymano dostawy wagonów z Rygi i z Ust'-Katawia. Przez pierwsze 10 lat dostarczano tramwaje w wersji dwudrzwiowej, które kierowano do zajezdni nr 1 gdzie zastępowały starsze tramwaje. Nowsze T3 w wersji trzydrzwiowej kierowano do zajezdni nr 2. Dzięki dostawom nowego taboru do 1968 wszystkie przedwojenne tramwaje przeznaczono do kasacji. W związku z dostawami nowych tramwajów z Czechosłowacji na początku lat 70. XX w. rozpoczęto wycofywać tramwaje KTM/KTP-1, a od 1977 także tramwaje KTM/KTP-2. Jednak szybciej wycofano tramwaje KTM-2 niż KTM-1 bo w 1983, a KTM-1 w 1986. Powodem dla którego nowsze tramwaje KTM/KTP-2 szybciej wycofano niż KTM/KTP-1 była liczba wagonów. Wagonów KTM/KTP-2 było około 50 podczas gdy wagonów KTM/KTP-1 było ponad 100. Zaporoże było miastem, które najdłużej eksploatowało tramwaje KTM/KTP-1. Kasacje spowodowały, że w latach 1987–1990 eksploatowano wyłącznie dostarczone w latach 1966–1986 tramwaje T3. W 1990 dostarczono pierwsze tramwaje Tatra T6B5. Dostawy tych wagonów zakończono w 1994. Wszystkie tramwaje T6B5 trafiły do zajezdni nr 1 gdzie zastąpiły najbardziej wysłużone tramwaje T3. W 1995 i 1996 do Zaporoża trafiły tramwaje T3M-Jug produkowane w fabryce JuMZ w Dniepropetrowsku na czeskiej licencji.
Według stanu z 1 grudnia 2019 r. w Zaporożu eksploatowano liniowo 133 wagony tramwajowe, a tabor techniczny składał się z 15 wagonów.
| Zdjęcie | Typ             | Liczba | Eksploatacja od | Numery                                                 |
| ------- | --------------- | ------ | --------------- | ------------------------------------------------------ |
|         | Tatra T3UA-3-ZP | 10     | 2017–2019       | 363, 383, 388, 562, 576, 716, 768, 773, 774, 797       |
|         | Tatra-Jug K-1   | 1      | 2008            | 001                                                    |
|         | Tatra T6B5      | 38     | 1988            | 416–453, 455–458                                       |
|         | Tatra T3M       | 9      | 1988            | 454, 459–466                                           |
|         | Tatra T3        | 61     | 1965            | 204–415, 550, 551, 552, 559–562, 576, 688–739, 742–809 |
|         | Tatra KT4DtM    | 6      | 2018            | 002–007                                                |
|         | Tatra KT4DM     | 7      | 2018–2019       | 008–014                                                |